# Substantia nigra

Substantia nigra zvýrazněna červeně

Řez středním mozkem v úrovni colliculi superiores, tečkovaně je vyznačena dráha okulomotického nervu

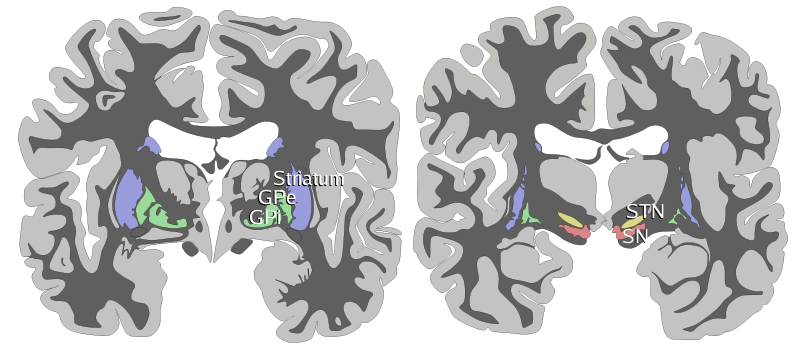
Koronární řez mozkem v úrovni bazálních ganglií, obrázek napravo je řez o jednu vrstvu dozadu (dorsálně)

Substantia nigra neboli černá substance je párová struktura ve středním mozku (mesencephalu).
Je součástí bazálních ganglií a hraje významnou roli v řízení pohybu. Svůj název získala podle černého zbarvení na řezech mozkem, způsobeného nahromaděním melaninu. Substantia nigra je složena ze dvou částí s odlišným zapojením a rozdílnou funkcí – pars compacta, která slouží pro vstup signálu do okruhu bazálních ganglií a zásobuje striatum dopaminem, a pars reticularis, která slouží pro přenos signálu z bazálních ganglií do dalších struktur mozku. Parkinsonova nemoc vzniká poškozením dopaminergních neuronů pars compacta.